# Presidentvalet i Finland 1968
Presidentvalet 1968, konstitutionsenligt val av Finlands president som förrättades 1968. Urho Kekkonen omvaldes till president.
Finlands president utsågs på den tiden genom indirekt val. Väljarna valde elektorer, som i sin tur valde president.

## Valrörelsen
Inte bara Centerpartiet stödde Kekkonen i det här valet, utan de hade ingått valförbund med socialdemokraterna, folkdemokraterna och ASSF. Även Liberala folkpartiet stödde Kekkonen, men genom ett eget valförbund.

## Valresultat
| Kandidat                            | Antal elektorsröster |
| Urho Kekkonen (CP, SDP, DFFF, ASSF) | 201                  |
| Matti Virkkunen (Saml)              | 66                   |
| Veikko Vennamo (Flp)                | 33                   |
|                                     |                      |
| Summa                               | 300                  |